# Ilia K'andelak'i
Ilia K'andelak'i (in georgiano ილია კანდელაკი?; Tbilisi, 26 dicembre 1981) è un ex calciatore georgiano, di ruolo difensore.

## Carriera

### Club
Ha giocato nella massima serie dei campionati georgiano, ucraino, austriaco ed azero, e nella seconda divisione tedesca.

### Nazionale
Tra il 2004 e il 2013, ha giocato 15 partite con la nazionale georgiana.

## Palmarès

### Club

#### Competizioni nazionali
- Campionato georgiano: 2

Dinamo Tbilisi: 2002-2003, 2004-2005
- Coppa di Georgia: 2

Dinamo Tbilisi: 2002-2003, 2003-2004
- Coppa d'Austria: 1

Sturm Graz: 2009-2010